# Ручне керування на лінії прицілювання
Manual command to line of sight (MCLOS) (Ручне керування на лінії прицілювання) — це метод наведення керованих ракет.
Якщо на ракету встановлено MCLOS, оператор повинен стежити одночасно за ракетою та ціллю і скеровувати ракету на ціль. Зазвичай ракета керується за допомогою джойстику, а шлях спостерігається через перископічний приціл. За ракетою тягнеться магнієвий шлейф завдяки якому навідник може бачити ракету на кшталт трасуючої кулі.
MCLOS вимагає серйозної підготовки від оператора, так як незначна втрата уваги може призвести до промаху ракети. Ці системи наведення мають низьку точність наведення на цілі розміром з танк, навіть при ідеальній прямій видимості стрільця, через нестійку траєкторію польоту, що вимагають своєчасних ручних корекцій. Як показав досвід ізраїльської армії під час війн з арабами озброєними радянським ракетами, шлейф від ракети дає змогу екіпажу танку почати маневрувати завчасно і при цьому вести вогонь на стримування, а під вогнем не багато навідників ATGM зберігають концентрацію щоб уразити швидко-маневруючий танк.
Система MCLOS зараз у більшості замінена на систему SACLOS, яка дозволяє навіднику відстежувати ціль через оптичний приціл (який і наводить ракету), замість того щоб стежити за ціллю та скеровувати ракету вручну. На ракеті Vickers Vigilant була зроблена спроба використати метод «контролю швидкості» за допомогою бортового гіроскопу, замість звичайного «контролю прискорення».

## Точність
Говорити про точність ракет з MCLOS важко, через те, що все залежить від рівня підготовки оператора та факторів які його відволікають (наприклад, вогонь ворога). Дані зібрані при бойових використаннях дають можливість стверджувати, що точність ракет MCLOS гірша ніж у ракет SACLOS.
- Шестиденна війна 1967 — 3M6 «Джміль» — Обмежене використання, зараховується лише один знищений танк з імовірністю ураження менше 25 %.
- В'єтнамська війна 1972 — використовувалися американськими військами французькі SS.11 — близько 10 % у порівнянні з 50 % ракет SACLOS BGM-71 TOW.
- Війна Судного дня 1973 — ПТРК «Малютка» — починаючи з 25 % у добренавчених єгипетських операторів та 2 % наприкінці у руках гірше тренованих сирійських операторів.

## Ракети MCLOS
- Azon
- Fritz X
- Henschel Hs 293
- Ruhrstahl X-4
- Wasserfall missile
- SS.11
- ENTAC
- Blowpipe missile
- Малютка
- Vickers Vigilant
- Saab Rb 05